# Alliopsis freyi
Alliopsis freyi is een vliegensoort uit de familie van de bloemvliegen (Anthomyiidae). De wetenschappelijke naam van de soort is voor het eerst geldig gepubliceerd in 1932 door Ringdahl.